# معركة توكسون
معركة توكسون معركة حصلت في يوليو عام 1933 بين الحكومة الصينية ومسلمي الأيغور، نتيجة مطالبتهم بإقامة دولة مستقلة، وكان خوجا نياز قائد الأويغور في هذه المعركة، وتمكن من احتلال توكسون، ثم تمكن القائد الصيني ما شي مينغ من الانتصار عليه.